# BBC Radio 4
BBC Radio 4 — британская национальная радиостанция, транслирующая разговорные программы (новости, драмы, комедии, наука и история). Начала работу 30 сентября 1967 года, заменив BBC Home Service. Расположена в лондонском Доме вещания. Часть BBC Radio, управляется British Broadcasting Corporation.
Radio 4 является второй по популярности радиостанцией Великобритании после BBC Radio 2. Вещание осуществляется через FM, ДВ и DAB распространено на территорию Великобритании, включая остров Мэн, также радио доступно восточных графствах Ирландии, на севере Франции и в Северной Европе. Также доступна через Freeview, Sky, Virgin Media и BBC Sounds. Её сестринская радиостанция BBC Radio 4 Extra дополняет основной радиоканал архивными и расширенными версиями программ Radio 4 и сериалами The Archers (самый долгоиграющий сериал в мире, выходит с 1951 года) и Desert Island Discs.
Radio 4 известная своими новостными программами вроде Today и The World at One, которые выходят в эфир с Гринвичским сигналом времени (также известен как «pips») или курантами Биг-Бена. Radio 4 транслирует Судоходный прогноз, существующий с августа 1857 года. Без задержек пипсы можно услышать на FM, ДВ и СВ; временная задержка на цифровом радио составляет три-пять секунд, онлайн — двадцать три секунды.

## История
Предшественником Radio 4 была радиовещательная станция BBC Home Service, выходившая в эфир с 1939 по 1967 год. У неё были региональные отделения, она вещала на средних волнах благодаря сети появившихся в 1955 году VHF FM передатчиков. Radio 4 начало вещание 30 сентября 1967 года, когда BBC переименовало множество местных радиостанций в ответ на появление конкурента в лице оффшорных радиостанций.
В ноябре 1978 года радиостанция перешла на длинные волны, заняв частоту 200 кГц (1500 метров), ранее занимаемую Radio 2. После принятия в 1975 году международного соглашения о разграничении частот для борьбы с радиопомехами произошёл переход на частоту 198 кГц. С этого времени Radio 4 впервые стало доступно на территории всей Великобритании и стало официально называться Radio 4 UK (имя сохранялось до сентября 1984 года).
Какое-то время в 1970-х радиостанция с понедельника на субботу передавала региональные новостные бюллетени, которые дважды транслировались утром, днём и в 17:55. Также существовали варианты программирования для частей Англии, которые не обслуживались местными радиостанциями BBC Local Radio. В августе 1980 года прекратилась трансляция региональных новостных бюллетеней на территории Англии за исключением юго-запада (где выход в эфир прекратился в январе 1983 года, из-за отсутствия местной BBC Local Radio).
Запуск 27 августа 1990 года Radio 5 привёл к переходу туда их эфира Radio 4 детских и школьных программ, курсов Open University, образовательного слота Study on 4/Options. С закрытием новой радиостанции в 1994 году образовательные программы для взрослых и курсы OU вернулись на Radio 4, где выходили по воскресным вечерам на длинных волнах.
В сентябре 1991 года было решено перевести работу основной службы Radio 4 на FM волны, так как до этого радиостанция была недоступна на большей части Уэльса и Шотландии.

## Программирование

### Производство
Многие программы Radio 4 записываются заранее. В живую выходят Today, журнальная программа Woman’s Hour, You and Yours, музыка, фильмы, книги, программы об искусстве и культурная программа Front Row. Непрерывное вещание с 2013 года ведётся из Дома вещания через новостные сводки, к которым относятся новостные выпуски каждый час и часовые выпуски Six O’Clock News и Midnight News, а также новостные программы Today, The World at One и PM (с 1998 по 2013 год телевизионном центре BBC в Уайт-Сити).
Гринвичский сигнал времени, известный как 'пипс', транслируется каждый час перед выпусками новостей, кроме полуночи и 18:00, когда выходят куранты Биг-Бена. Также пипс не звучит во время субботнего дневного спектакля в 15:00. На цифровых платформах задержки обычно составляют от 3 до 5 с, хотя иногда достигают 23 с; задержек нет в FM-диапазоне, на средних и длинных волнах.

### Программы
Официально Radio 4 характеризует себя как радиостанцию «для всех, кому интересны понятные речи» (англ. anyone interested in intelligent speech), и относит к сильным сторонам своей сетки «наиболее проницательную журналистику, самые остроумные комедии, самые очаровательные качества и наиболее неотразимые драмы и литературные произведения во всём британском радиоэфире» (англ. the most insightful journalism, the wittiest comedy, the most fascinating features and the most compelling drama and readings anywhere in UK radio). В программную сетку входят новостные и обычные программаы, освещающие новостные и текущие события, историю, культуру, науку, религию, искусство, развлечения. Ряд программ имеют форму «журнала», в рамках которого в ходе эфира присутствует ряд гостей (например Woman's Hour, From Our Own Correspondent, You and Yours), расцвет этого жанра пришёлся во времена работы контролёром Тони Уитби (1970—1975 гг.).
Большая часть программ доступна для прослушивания на сайте радиостанции ещё четыре недели после выхода в эфир, ряд из них также представлен в виде подкастов и аудиофайлов. Многие драматические и комедийные программы перенесены из архивов Radio 4 на сайт BBC Radio 4 Extra (бывшее BBC Radio 7).

## Рейтинги
Согласно публикации первых общеотраслевых данных о радиопрослушивании от организации Rajar, еженедельная аудитория радиостанции составляла 10,8 млн человек.

## Критика
Радиостанцию критиковали одновременно за левые и консервативные политические взгляды, нехватку сотрудников-женщин (первыми дикторшами в 1972 году стали Гильда Бамбер и Барбара Эдвардс), сфокусированность на интересах среднего класса и проявлении малого интереса к цветной аудитории.